# St Brides Major
Pour les articles homonymes, voir St Brides.
St Brides Major (en anglais) ou Sant-y-brid (en gallois) est un village et une communauté du Vale of Glamorgan, au pays de Galles. Il est situé dans l'ouest du borough de comté, à 6 km au sud du centre-ville de Bridgend.

## Démographie
Au recensement de 2011, la communauté de St Brides Major, qui comprend aussi les villages d'Ogmore-by-Sea (en) et Southerndown (en), comptait 1 940 habitants.